# Croix de Malras
La croix de Malras est une croix située à Malras, en France.

## Localisation
La croix est située sur la commune de Malras, dans le département français de l'Aude.

## Historique
L'édifice est inscrit au titre des monuments historiques en 1948.